# Soubrette
Een soubrette (Frans voor kamermeisje) is een sopraantype in de opera. Een soubrette zingt vaak de rol van een vrolijk, soms ondeugend dienstmeisje. De term is ontleend aan de commedia dell'arte. De soubrette werd veel aangetroffen in het Franse vaudevilletheater van de 18e eeuw.

## Stemtypering
Een soubrettestem is licht met een helder en relatief zacht timbre. De stem klinkt het beste in de middenregisters, en de soubrette zingt zelden uitvoerige hoge coloraturen. De ambitus van een soubrette is ongeveer van de centrale C (C4) tot de hoge C" (C6). De stem heeft een lichtere klank dan andere heldere sopraantypen. Veel jonge zangeressen beginnen als soubrettes, maar wanneer zij ouder worden en de stem zich verder ontwikkelt worden zij doorgaans lyrische sopranen, coloratuursopranen of coloratuurmezzosopranen. Zelden blijft een zangeres gedurende haar hele carrière soubrette.

## Bekende soubretterollen uit opera enoperette[2]
- Adele, Die Fledermaus (Johann Strauss jr.)
- Alison, The Wandering Scholar (Gustav Holst)
- Amor, Orfeo ed Euridice (Christoph Willibald Gluck)
- Ännchen, Der Freischütz (Carl Maria von Weber)
- Ann Page, The Merry Wives of Windsor (Otto Nicolai)
- Auretta, L'oca del Cairo (Wolfgang Amadeus Mozart)
- Barbarina, Le nozze di Figaro (Wolfgang Amadeus Mozart)
- Bastienne, Bastien und Bastienne (Wolfgang Amadeus Mozart)
- Belinda, Dido and Aeneas (Henry Purcell)
- Blondchen, Die Entführung aus dem Serail (Wolfgang Amadeus Mozart)
- Cis, Albert Herring (Benjamin Britten)
- Clotilda, Norma (Vincenzo Bellini)
- Despina, Così fan tutte (Wolfgang Amadeus Mozart)
- Echo, Ariadne auf Naxos (Richard Strauss)
- Elisa, Il rè pastore (Wolfgang Amadeus Mozart)
- Emmie, Albert Herring (Benjamin Britten)
- Giannetta, L'elisir d'amore (Gaetano Donizetti)
- Hebe, HMS Pinafore (Gilbert and Sullivan)
- Lisa, The Grand Duke (Gilbert and Sullivan)
- Lisette, La rondine (Giacomo Puccini)
- Marie, Der Waffenschmied (Albert Lortzing)
- Marie, Zar und Zimmermann (Albert Lortzing)
- Marzellina, Fidelio (Ludwig van Beethoven)
- Nannetta, Falstaff (Giuseppe Verdi)
- Norina, Don Pasquale (Gaetano Donizetti)
- Ninetta, La finta semplice (Wolfgang Amadeus Mozart)
- Papagena, Die Zauberflöte (Wolfgang Amadeus Mozart)
- Pitti-Sing, The Mikado (Gilbert and Sullivan)
- Servilia, La clemenza di Tito (Wolfgang Amadeus Mozart)
- Serpetta, La finta giardiniera (Wolfgang Amadeus Mozart)
- Serpina, La serva padrona (Giovanni Battista Pergolesi)
- Sophie, Der Rosenkavalier (Richard Strauss)
- Susanna, Le nozze di Figaro (Wolfgang Amadeus Mozart)
- Zerlina, Don Giovanni (Wolfgang Amadeus Mozart)